# 平頜鱲
平頜鱲（學名：Zacco platypus），又名寬鰭鱲，俗稱溪哥仔（幼魚及雌魚）、青貓（雄魚）、日本溪哥，为輻鰭魚綱鯉形目鯝科鱲屬的鱼类，分布於中國大陸東部至北部、朝鮮半島、日本，並非原本就分布在台灣的原生種，在台灣屬於外來入侵物種，分布於台灣北部至西部，體長可達20公分，成魚是常見於溪流與河川且水流湍急的地方，屬雜食性，以浮游動物、小型甲殼動物、藻類、小魚與碎屑等為食，可做為食用魚。

## 辨識特徵
外型延長而側扁。腹部圓，無肉稜。頭較大。吻部略突。眼中大，偏上位。口斜裂，上頜骨末端僅達眼前緣下方。無鬚。體被中大型的圓鱗；側線完全而向下彎曲。各鰭均無硬棘。成熟雄魚的臀鰭末端游離呈條狀。體背側呈淡青褐色，體側及腹側呈銀白色。雄魚的體側有10條具藍綠色光澤之橫帶，帶間有粉紅色斑紋，幼魚及雌魚較不明顯。

## 扩展阅读
維基物種上的相關：平頜鱲